# Diezerpoort (stadspoort)

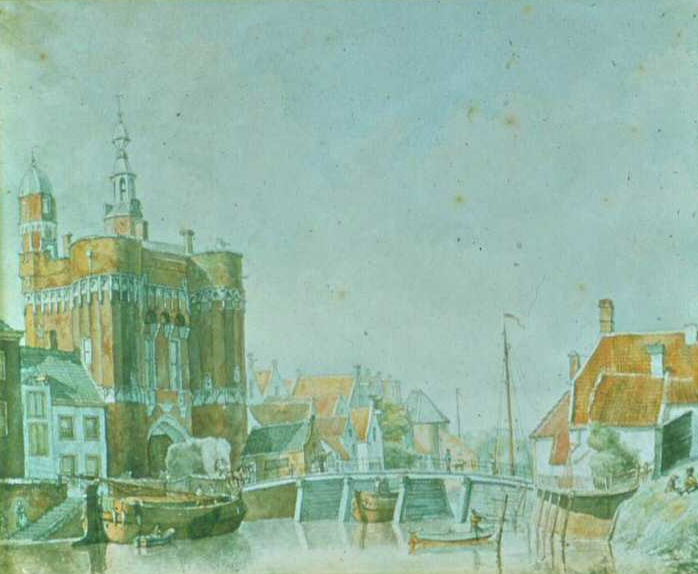
Impressie van de voormalige Diezerpoort op een oude aquarel door Alexander Oltmans.

De Diezerpoort is een voormalige stadspoort (± 1475) in de stadsmuur van Zwolle, die in 1828 en 1829 is gesloopt. Heden ten dage resteren hiervan enkel de contouren in het wegdek op de plek waar de poort ooit stond. Ook is de aanzet in de vorm van een ronding in de stadsmuur opgenomen.

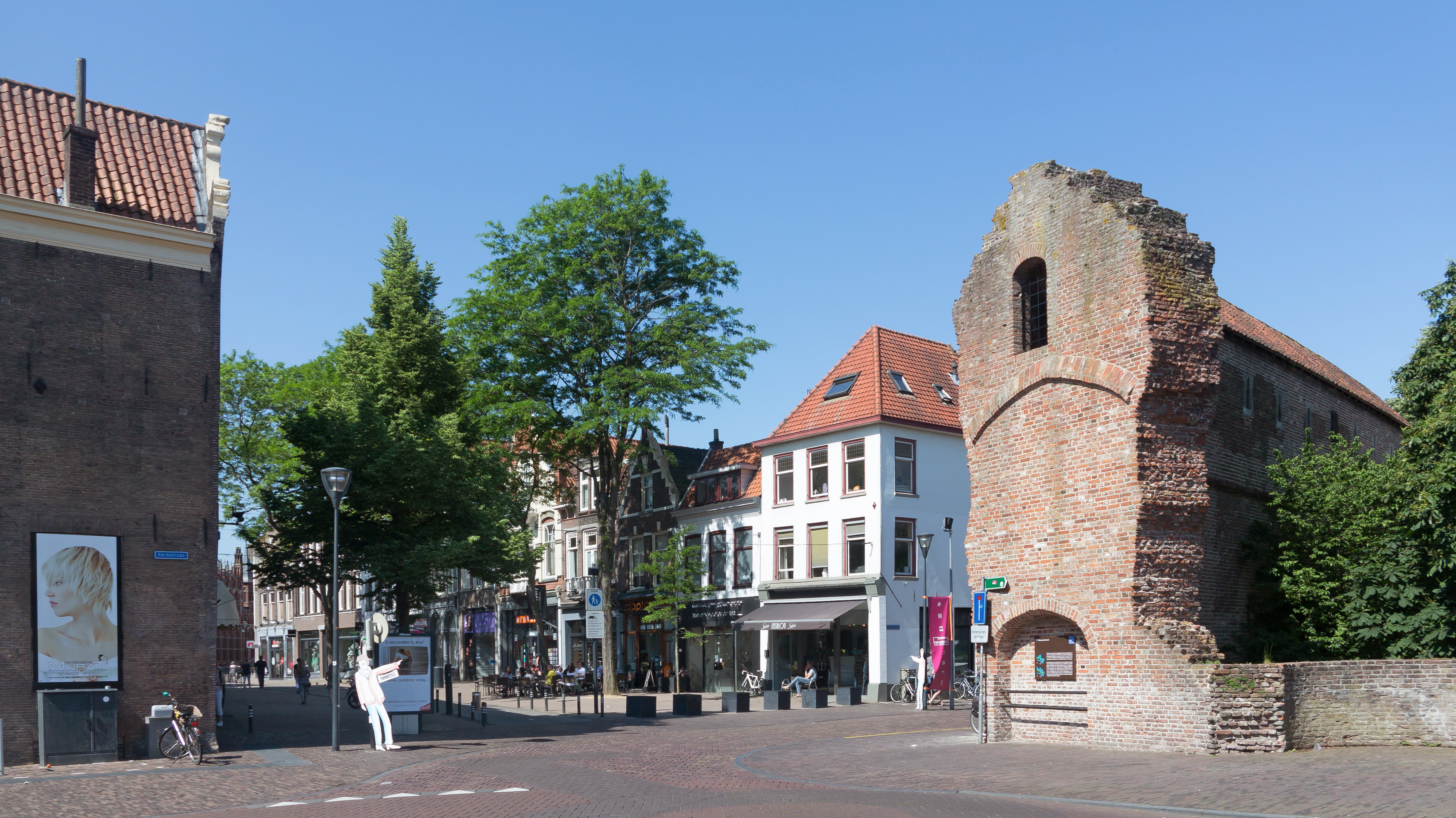
Het Diezerpoortenbolwerk

De poort stond op de plek waar de huidige Diezerstraat ophoudt. Op de poort stond een beeld van de schutspatroon van de stad: Sint Michaël. Dit beeld is bewaard gebleven en is nu te zien in de Basiliek van Onze Lieve Vrouwe Tenhemelopneming.
De woonwijk aan de overkant van de stadsgracht is vernoemd naar de poort: Diezerpoort.
Poorten: Diezerpoort · Kamperpoort · Luttekepoort · Rode Toren · Sassenpoort · Steenpoort · Vispoort · Waterpoort

Bestaande torens: Pelsertoren · Wijndragerstoren · Zwanentoren